# Morbillivirus
Morbillivirus es un género de virus perteneciente a la familia de los Paramyxoviridae, orden Mononegavirales. 
Morbillivirus es un género de virus que a su vez pertenece al grupo de los Paramixoviridae. Muchos miembros de este género causan enfermedades, como peste bovina, moquillo  y sarampión, y son altamente infecciosas. En los humanos, el único virus de esta familia es el del sarampión, por lo que a veces se los toma como sinónimos.[cita requerida]

## Especies
Las especies conocidas de este género son:
- Moquillo
- Morbillivirus de cetáceo
- Virus de la peste de pequeños rumiantes[1]
- Virus del sarampión
- Phocine distemper virus (focas)
- Virus de la peste bovina